# Imam Khataev
Imam Khataev (russo:  Имам Абдулаевич Хатаев; IPA: [ɪˈmam xɐˈta(ɪ̯)ɪf]; Kulary, 31 de agosto de 1994) é um boxeador russo, medalhista olímpico.

## Carreira
Khataev conquistou a medalha de bronze nos Jogos Olímpicos de Verão de 2020 em Tóquio como representante do Comitê Olímpico Russo, após confronto na semifinal contra o britânico Benjamin Whittaker na categoria peso meio-pesado.